# Leuvens

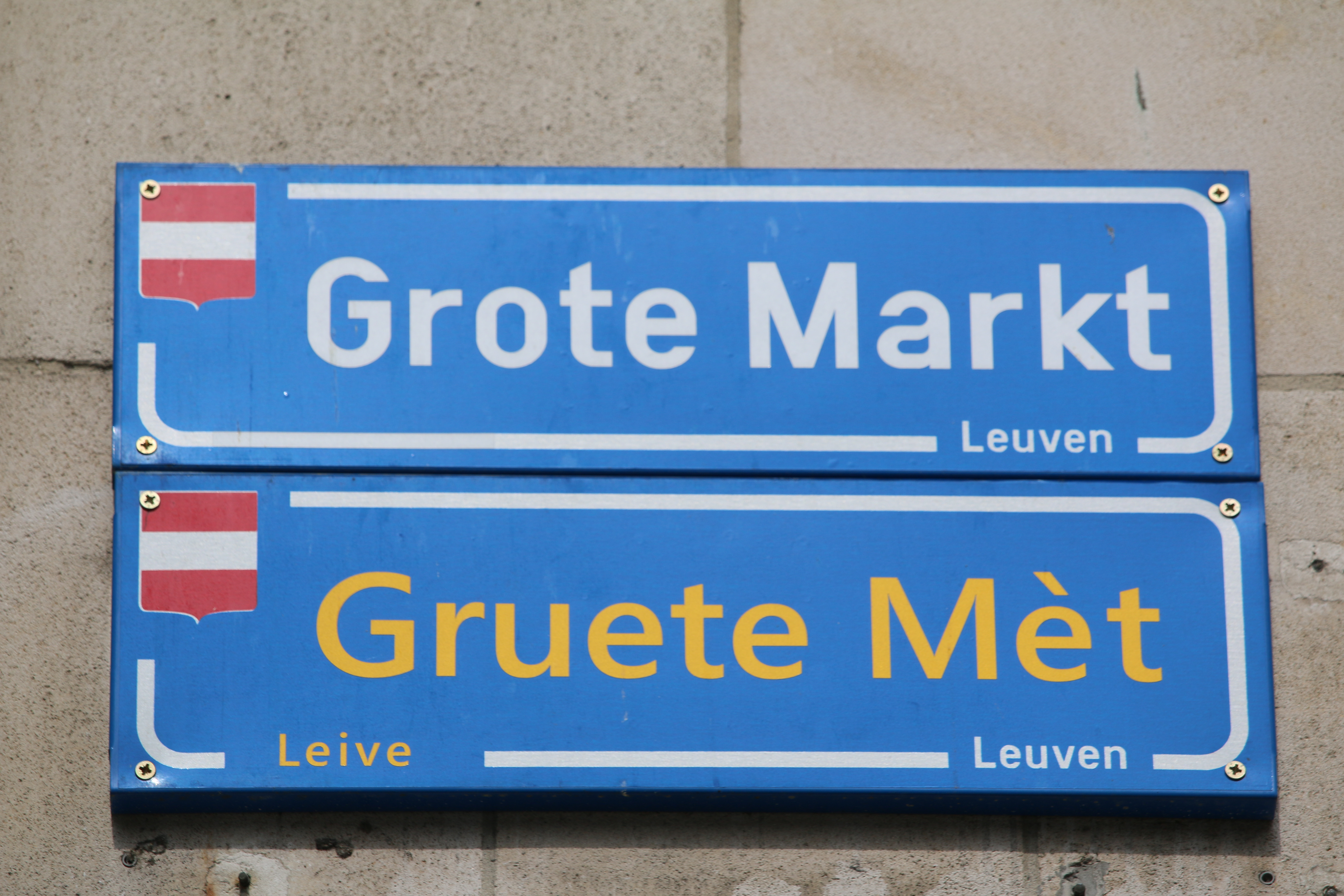
Leuvens

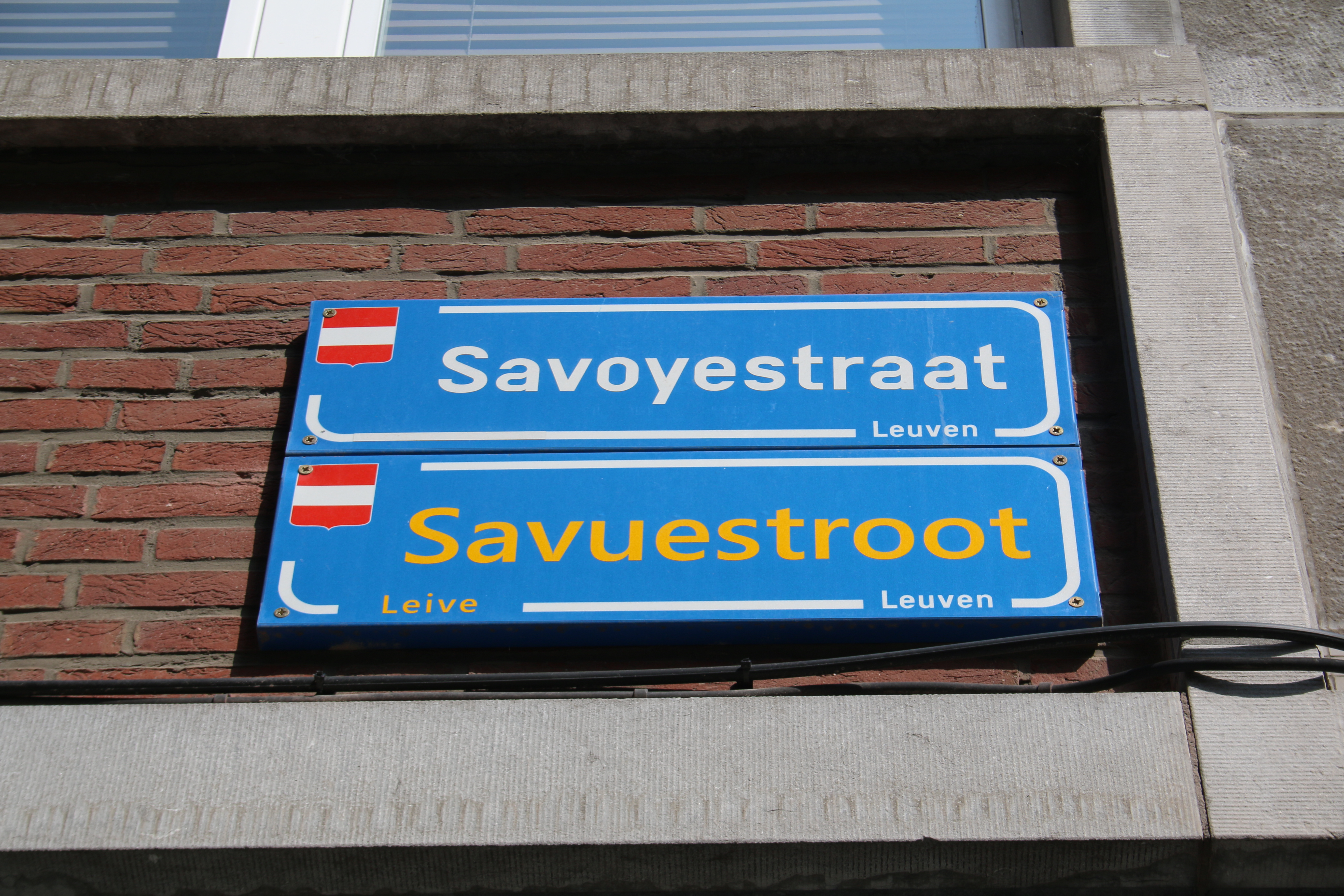
Leuvens

Het Leuvens (Leives) is het dialect dat men in de Brabantse stad Leuven spreekt. Het behoort tot de Brabantse dialecten, meer bepaald tot het Zuid-Brabants en tot het Hagelands.
Het Leuvens is van groot historisch belang: Leuven was een van de belangrijkste cultuurcentra van het middeleeuwse Brabant en heeft klaarblijkelijk tot in de wijde omtrek (m.n. in het huidige Limburg en het noorden van Brabant) elementen van zijn taal geëxporteerd (zogenaamde Brabantse expansie). Om deze reden is het van grote betekenis geweest voor de vorming van de standaardtaal: we hebben er waarschijnlijk onder meer de tweeklanken ij en ui aan te danken.

## Kenmerken
Het Leuvens schikt zich op het gebied van grammatica, idioom en woordenschat sterk naar de andere Brabantse dialecten. Het typische van het dialect zit in de eerste plaats in de klanken, met name in de lange klinkers.
De oorspronkelijke lange aa [a:] is in Leuven de stadia van de ao [ɑ:] (Nederlands-Brabants) en de oa [ɔ:] (Antwerps) gepasseerd en terechtgekomen op een gesloten oo [o:]: maken is mooke, water is wooter. De diftongen ij en ui, die ooit in deze regio zijn ontstaan, zijn in het Leuvens extreem wijd: oë [ɔə] en oei [ui]. De oude scherplange ee en oo worden, zoals in de meeste Zuid-Brabantse dialecten, uitgesproken als uuë en ieë (bruuëd "brood"; ieën "één"). De zachtlange ee en oo zijn duidelijk gediftongeerd tot ei en ou (leize "lezen", schoul "school"). Een eigenaardigheid van het Leuvens is verder ontronding onder zekere omstandigheden: sommige geronde klinkers zijn veranderd in ongeronde. Zo noemt de Leuvenaar zijn stad Leive, en zegt hij drik voor druk.

## Cultivatie
Stadsdialecten worden gewoonlijk door een betrekkelijk klein deel van de plaatselijke bevolking gesproken. Zeker in Leuven is dit het geval: de stad kende altijd een groot aantal studenten en plattelandsimmigranten. Na de oorlog is dit aantal sterk toegenomen, waardoor het gebruik van het Leuvens begrijpelijkerwijs sterk is teruggedrongen. In de jaren negentig kwam in Leuven een dialectkring van de grond, die een aantal zeer succesvolle uitgaven deed (waaronder een Leuvens woordenboek) en regelmatig activiteiten in het dialect organiseert.